# Abelmoschus ficulneus
Abelmoschus ficulneus é uma planta da família da malva (Malvaceae), encontrado na Índia, Paquistão, Sri Lanka, Malásia, Madagascar e também no norte da Austrália, onde se tornou uma erva daninha em plantações de algodão.

## Galeria

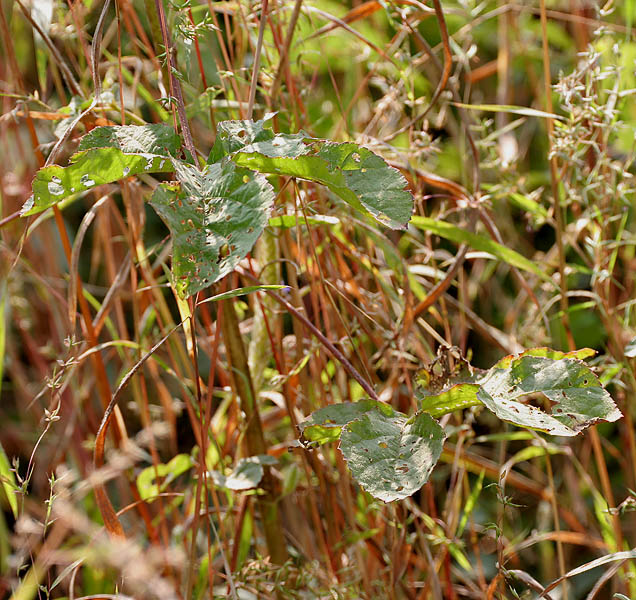
Folhas de Abelmoschus ficulneus no Santuário de Vida Selvagem Kawal, India.
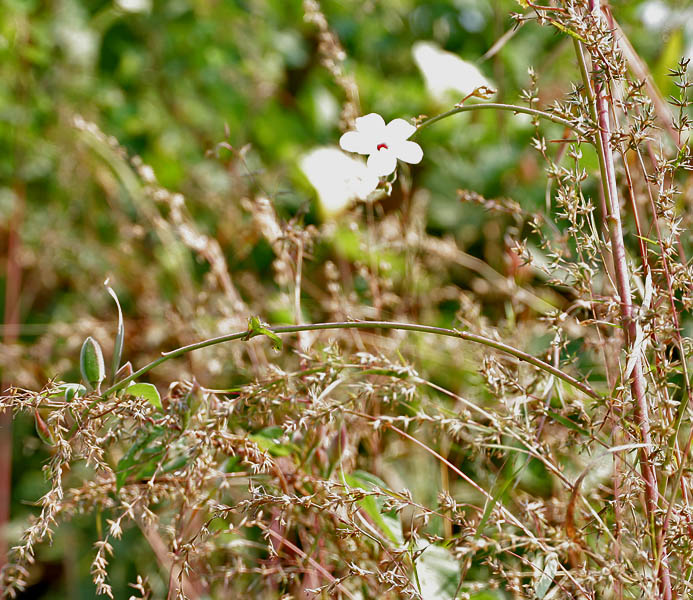
Folhas de Abelmoschus ficulneus no Santuário de Vida Selvagem Kawal, India.
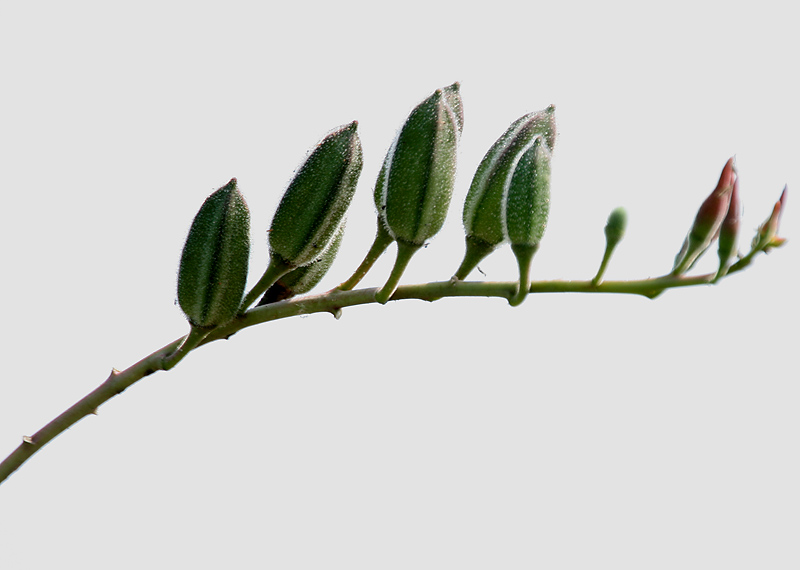
Frutas de Abelmoschus ficulneus no Santuário de Vida Selvagem Kawal, India.